# Ivanivka, Vîsokopillea
Ivanivka (în ucraineană Іванівка) este localitatea de reședință a comunei Ivanivka din raionul Vîsokopillea, regiunea Herson, Ucraina.

## Demografie
Componența lingvistică a localității Ivanivka
     Ucraineană (97,35%)
     Rusă (2,65%)
Conform recensământului din 2001, majoritatea populației localității Ivanivka era vorbitoare de ucraineană (97,35%), existând în minoritate și vorbitori de rusă (2,65%).